# قائمة دول سميت بأسماء أشخاص
تحتوي هذه المقالة على قائمة الدول والأراضي المستقلة التي سميت بأسماء أشخاص.

## دول ذات سيادة سميت على أشخاص
| الدولة                                      | مصدر الاسم                                                              |
| ------------------------------------------- | ----------------------------------------------------------------------- |
| بوليفيا                                     | سيمون بوليفار                                                           |
| الصين                                       | تشين شي هوانج                                                           |
| كولومبيا                                    | كريستوفر كولومبوس                                                       |
| جمهورية الدومينيكان                         | القديس دومينيك                                                          |
| السلفادور                                   | يسوع المسمى The Savior أي المخلص                                        |
| جورجيا                                      | القديس جرجس                                                             |
| إسرائيل                                     | يعقوب المسمى إسرائيل في الكتاب المقدس                                   |
| كيريباتي                                    | توماس جيلبار (كيريباتي هي عبارة جيلبار بلغة أهل جبل طارق)               |
| ليختنشتاين                                  | عائلة بيت ليشتنشتاين الحاكمة                                            |
| جزر مارشال                                  | جون مارشال                                                              |
| موريشيوس                                    | موريس أوف ناساو أمير أورانج                                             |
| موزمبيق                                     | موسى بن بيق                                                             |
| نيكاراغوا                                   | نيكاراو                                                                 |
| الفلبين                                     | فيليب الثاني ملك إسبانيا                                                |
| رودسيا (اسم زيمبابوي السابق)                | سيسل رودس                                                               |
| سانت كيتس ونيفيس                            | القديس كريستوفر                                                         |
| سانت لوسيا                                  | القديسة لوسي                                                            |
| سانت فينسنت والغرينادين                     | فنسنت سرقسطة                                                            |
| سان مارينو                                  | القديس مارينوس                                                          |
| ساو تومي وبرينسيب                           | توما وأمير البرتغال الذي دفع الرسوم الجمركية على محصول السكر في الجزيرة |
| السعودية                                    | محمد بن سعود بن محمد آل مقرن                                            |
| سيشل                                        | جان مورو دو سيشيل                                                       |
| جزر سليمان                                  | سليمان                                                                  |
| إسواتيني                                    | مسواتي الثاني                                                           |
| الولايات المتحدة                            | أمريكو فسبوتشي (تسمية أمريكا)                                           |
| فنزويلا (رسميا جمهورية فنزويلا البوليفارية) | سيمون بوليفار.                                                          |
| أوزبكستان                                   | أوزبك خان.                                                              |

## دول سميت على شخصيات أسطورية
| الدولة                                              | مصدر الاسم                          |
| --------------------------------------------------- | ----------------------------------- |
| بيلاروس                                             | ليش                                 |
| كمبوديا                                             | كامبو سوايامبهوفا                   |
| جمهورية التشيك                                      | تشيك                                |
| الدنمارك                                            | دان                                 |
| جيبوتي                                              | جيبوتي تعني أرض تيهوتي أو أرض تحوت. |
| اليونان (رسميا الجمهورية الهيلينية)                 | هيلين                               |
| الهند (أو بهارات)                                   | بهاراتا                             |
| جزيرة أيرلندا: · جمهورية أيرلندا / أيرلندا الشمالية | إيريو                               |
| لاوس                                                | ربما على اسم لافا                   |
| بولندا (أو الاسم التاريخي والثاني ليشيا)            | ليش                                 |
| رومانيا                                             | روما ويمكن من رومولوس ورموس         |
| روسيا                                               | روس                                 |
| النرويج                                             | الملك نور                           |

## دول سابقة سميت على أشخاص
| الدولة                                                             | مصدر الاسم              |
| ------------------------------------------------------------------ | ----------------------- |
| إمارة أنطاكية (الآن جزء من تركيا)                                  | أنطيوكوس أب سلوقس الأول |
| لوثارينجيا (الآن جزء من فرنسا، بلجيكا، ألمانيا، لوكسمبورغ وهولندا) | لوثر الأول              |
| رودسيا (الاسم القديم لزيمبابوي)                                    | سيسل رودس               |

## أراضي تابعة سميت على أشخاص
| الدولة                                 | مصدر الاسم                                    |
| -------------------------------------- | --------------------------------------------- |
| واليس وفوتونا                          | صامويل واليس                                  |
| جزيرة بيكر                             | مايكل بيكر                                    |
| جزيرة بوفيه                            | جان باتيست تشارلز بوفيت                       |
| برمودا                                 | خوان دي برموديز                               |
| جزيرة كليبرتون                         | جون كليبرتون                                  |
| جزر كوكوس                              | وليام كيلينغ                                  |
| جزر كوك                                | جيمس كوك                                      |
| جزر فوكلاند                            | أنطوني كاري                                   |
| جزيرة جونستون                          | تشارلز جونستون                                |
| مارتينيك                               | مارتين التوروزي                               |
| جزر ماريانا الشمالية                   | ماريانا                                       |
| جزر بيتكيرن                            | روبرت بيتكيرن                                 |
| إقليم سانت هيلانة وتوابعه              | هيلانة                                        |
| سان بيير وميكلون                       | بطرس، وميخائيل                                |
| جورجيا الجنوبية وجزر ساندويتش الجنوبية | جورج الثالث، وجون مونتاجو                     |
| جزر العذراء                            | سانت أورسولا وعذراواتها البالغات 11,000 عذراء |
| جزيرة ويك                              | وليام ويك                                     |